# Alaskastrom

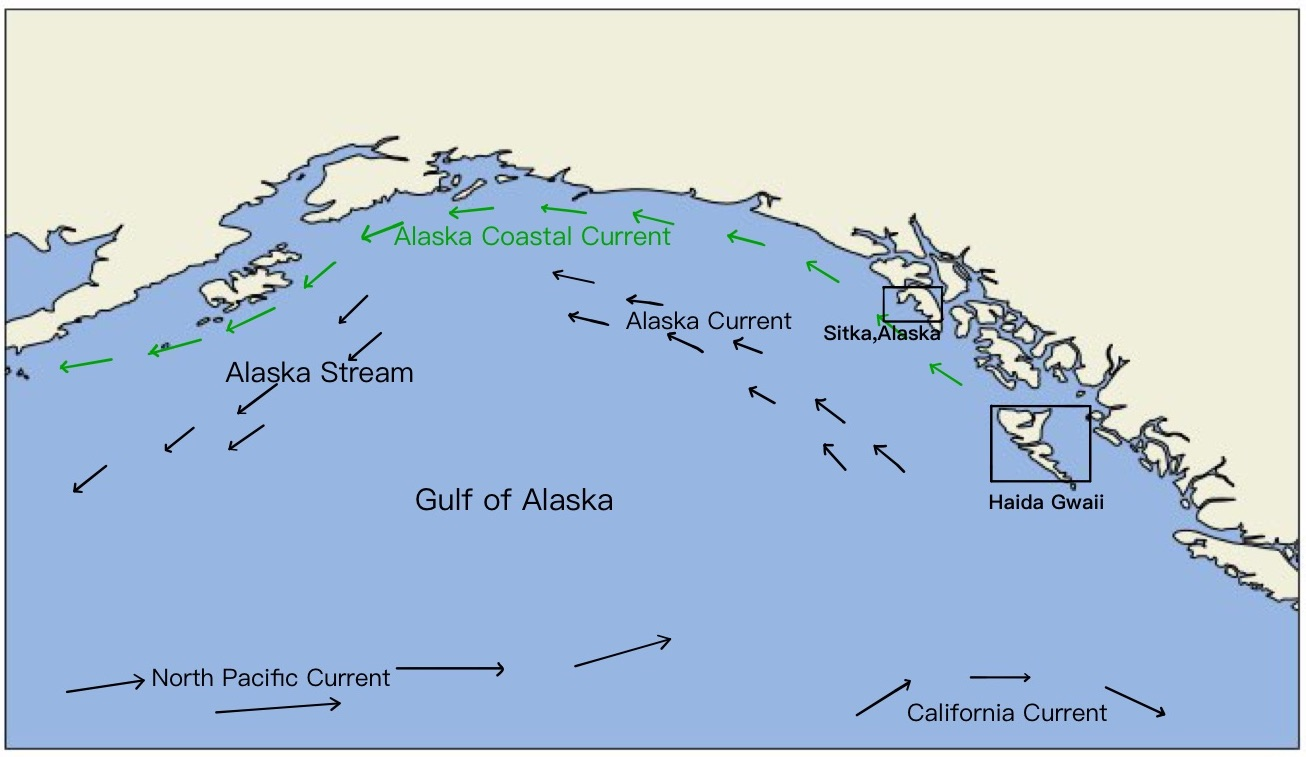
Schematische Darstellung der Küstenregion des Golfs von Alaska mit Alaska Current, Alaskan Stream und Alaska Coastal Current.

Der Alaskastrom (englisch Alaska Current) ist eine flache Warmwasserströmung entlang der Küste Kanadas und Alaskas; sie beginnt nördlich von 52° N und bildet die nordöstliche Randströmung des Alaskawirbels (Alaskan Gyre). Nahe Kodiak Island geht sie in den Alaskan Stream über, die schnell südwestwärts fließende westliche Randströmung des Gyre. Der nordwärts gerichtete Alaska-Küstenstrom (Alaska Coastal Current) fließt entlang der Küste, mit der Küste rechts von ihm, um den Golf von Alaska herum und mündet schließlich durch die Unimak-Passage in die Beringsee.
Die Küstenregion des Golfs von Alaska umfasst insgesamt also drei Meeresströmungen, so dass man besser vom Alaskastromsystem spricht. Es sind der der Küste vorgelagerte Alaska Current, der Alaskan Stream und der Alaska Coastal Current; dazu kommen einige Wirbel. Im Deutschen ist die Verwechslungsgefahr groß – Current und Stream werden in der Regel beide als „Strom“ übersetzt. Deshalb benutzt man wohl besser die englischen Originalbezeichnungen (vgl. die Abbildung).

## Die Strömungen des Alaskastromsystems

### Alaska Current
Der Alaska Current selbst bildet das Fundament des gesamten Systems – eine breite, relativ langsame Strömung, die sich über 200–300 Kilometer erstreckt und bis in 500 Meter Tiefe reicht. Sein vergleichsweise warmes Wasser (4–10 °C) stammt aus subtropischen Regionen und hat eine Reise von mehreren Jahren hinter sich. Der Alaska Current verläuft nördlich und nordwestlich entlang der Südküste Alaskas. Im Gegensatz zu schmalen Randströmungen wie dem Alaska Coastal Current ist er ein langsamer Strom (0,05–0,15 m/s), der maßgeblich das Klima und die Ökosysteme des Golfes von Alaska prägt.

#### Strömungsdynamik
Der Alaska Current entsteht bei etwa 52° N, wenn der Nordpazifikstrom (NPC) sich der Westküste des nordamerikanischen Kontinents nähert. Der NPC biegt teilweise nach Süden in das Califonia Current System (CCS) ab, der Rest geht nach Norden in den Alaska Current über, fließt entlang des kontinentalen Abhangs und bildet die östliche und nördliche Seite des subpolaren Gyres im Golf von Alaska.
Er transportiert 5–10 Sverdrup (Sv) warmes (4–10 °C), salzreiches Wasser (>33 Practical Salinity Units, psu). Er ist geostrophisch angetrieben, d. h., er wird durch die Erdrotation beeinflusst; seine Tiefe reicht bis 500 m. Im Winter erfährt er Verstärkung durch aleutische Tiefdruckgebiete, im Sommer schwächt er sich durch reduzierte Winde und durch Süßwassereinfluss von Gletschern ab. Die meiste Zeit des Jahres wehen die Winde entlang der Küste abwärts, was dazu beiträgt, den Dichteunterschied zwischen dem Wasser im zentralen Golf von Alaska und dem frischeren, weniger dichten Wasser auf dem Schelf aufrechtzuerhalten.
Der Alaska Current beeinflusst zusammen mit dem Golf von Alaska das Klimasystem im Südwesten der USA, unter anderem durch saisonale Niederschläge und Schneefälle. Es wurde nachgewiesen, dass El Niño die Westküste sowohl über die Atmosphäre als auch über den Ozean beeinflusst. Im Alaskastromsystem wurde 7–8 Monate nach dem Auftreten von El Niño am Äquator eine Anomalie der Temperatur unterhalb der Oberfläche (Subsurface Temperature) von über 1,5 °C entlang der Küste festgestellt.

#### Wirbel

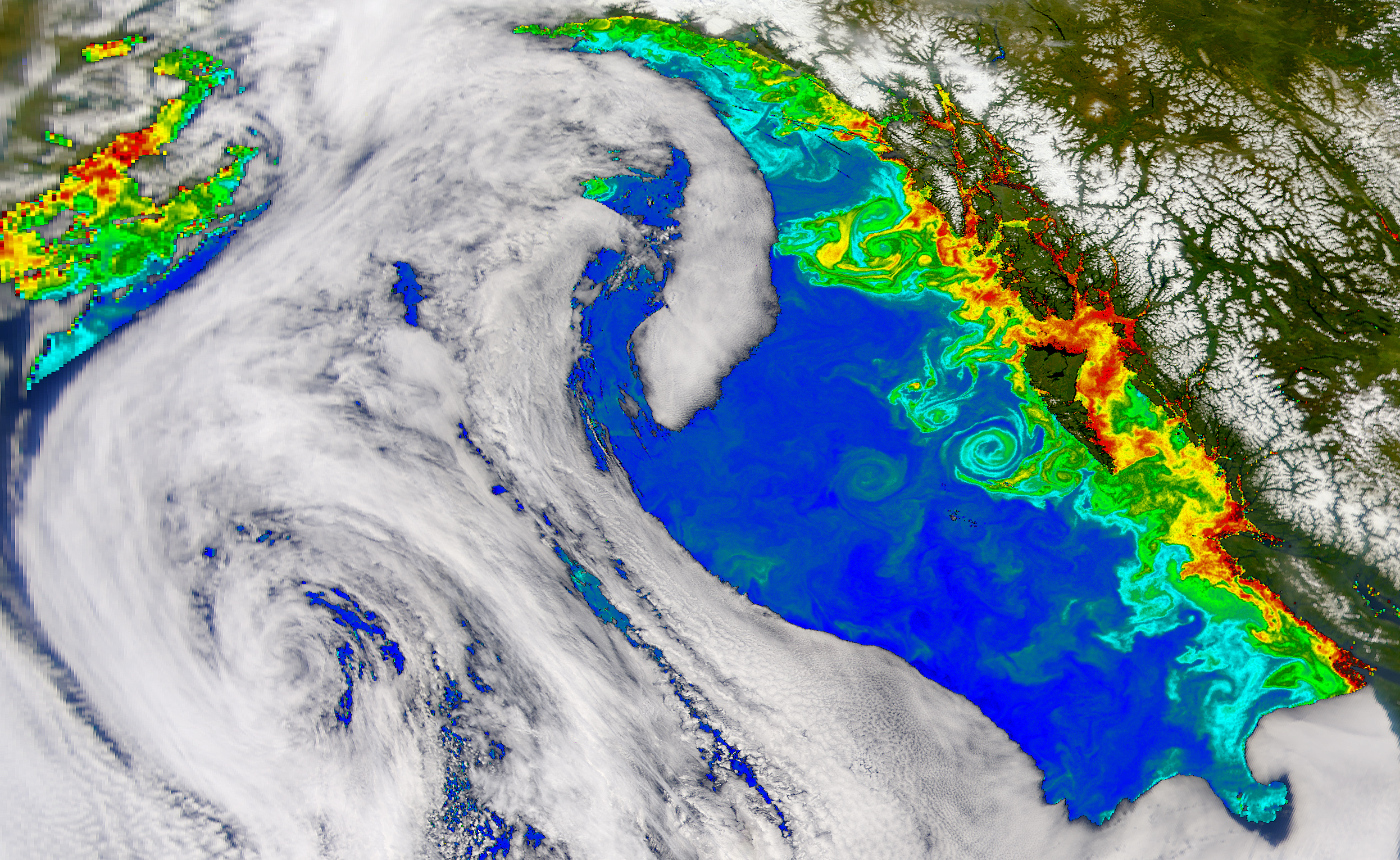
Eddys vor Haida Gwaii, bis 2009 Queen Charlotte Inseln

Der Alaska Current enthält große antizyklonische Wirbel, die permanente Komponenten der Zirkulation sind. „Sitka-Wirbel“ bilden sich westlich von Sitka, Alaska, auf etwa 57° N und haben einen Durchmesser von 150–300 km und eine Oberflächenamplitude von 10–20 cm. „Haida-Wirbel“ oder „Queen-Charlotte-Wirbel“ bilden sich westlich der Haida Gwaii (bis 2009: Queen-Charlotte-Inseln). Die Entstehungsorte hängen mit der Topographie des Meeresbodens zusammen. Nach ihrer Entstehung breiten sich diese Wirbel hauptsächlich westwärts in den Golf von Alaska aus. Große Wirbel gibt es auch im Alaskan Stream an der Nordwestseite des Golfs von Alaska.

### Alaskan Stream
Der Alaskan Stream ist eine beständige, nordwestwärts gerichtete Randströmung des subpolaren Nordpazifiks und bildet die westliche Fortsetzung des Alaska Current. Er verläuft entlang der südlichen Küste der Aleuten und spielt eine zentrale Rolle in der ozeanischen Zirkulation des Beringmeeres.
Der Alaskan Stream bildet als westliche Verlängerung des Alaska Current Systems eine ozeanographische Schlüsselverbindung zwischen dem Golf von Alaska und der Beringsee. Er entsteht östlich der Kodiak-Insel (ca. 153°W, 54°N), wo er sich als eigenständige Strömung vom Alaska Current abtrennt. Charakteristisch ist seine enge Bindung an den Kontinentalhang, dem er entlang der 2000-Meter-Isobathe mit bemerkenswerter Konstanz folgt.
Im östlichen Abschnitt (ungefähr zwischen Kodiak-Insel und den östlichen Aleuten) verläuft der Alaskan Stream typischerweise entlang der südlichen Kontinentalhangregion, meist 20–50 km südlich oder unmittelbar nördlich der Aleutenkette, abhängig von Topographie, Bathymetrie und jahreszeitlicher Dynamik, wobei sich hier typischerweise mesoskalige Wirbel mit Durchmessern von 50–80 km ausbilden. Beim Überqueren des Umnak Plateaus beschleunigt der Strom auf etwa 0,35 m/s, bevor er im westlichen Teil die scharf ausgeprägte Subarktische Front bildet. Der größte Teil der Abströmung erfolgt schließlich durch die Kamtschatkastraße (4420 m Tiefe) zwischen Kamtschatka und den Komadorski-Inseln. Ein geringerer Teil gelangt durch die flache Beringstraße in die Arktis.
Bedingt durch den Klimawandel, verzeichnet der Alaskan Stream seit 2000 signifikante Veränderungen: sein Oberflächenwasser hat sich um 0,12 °C pro Jahrzehnt erhöht, der Salzgehalt hat um 0,08 psu pro Jahrzehnt abgenommen, der Transport ist um 7,5 % pro Jahrzehnt gestiegen.
Mit typischen Geschwindigkeiten von 0,1–0,3 m/s transportiert der Alaskan Stream etwa 5–15 Sv nordwestwärts. Im Vergleich zum benachbarten Kamtschatkastrom (subpolar, kalt) transportiert er relativ warmes (2–8 °C) und salzreicheres (32,5–33,5 psu) Wasser aus dem Nordpazifik. Die Strömung reicht bis in 500–1000 m Tiefe und weist eine starke geostrophische Komponente auf.

### Alaska Coastal Current (ACC)

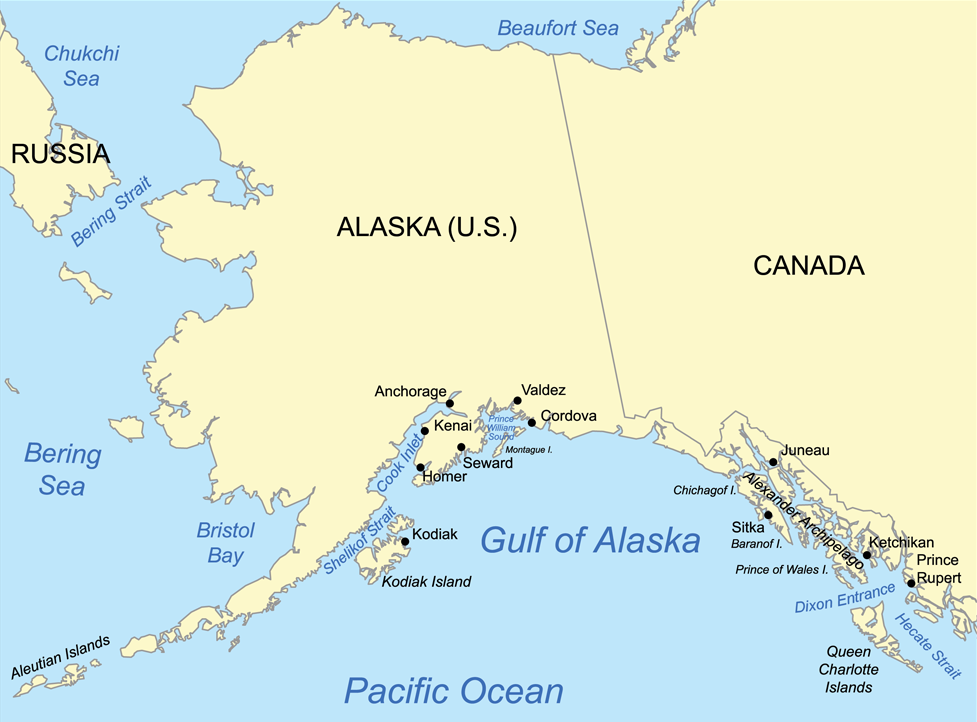
Karte des Golfs von Alaska

Der Alaska Coastal Current (ACC) ist eine schnelle, küstennahe Strömung, die entlang der Südküste Alaskas von der Kenai-Halbinsel bis zur Beringstraße verläuft. Sie ist eine der produktivsten ozeanischen Regionen der Welt und spielt eine entscheidende Rolle für das Klima, die Ökosysteme und die Fischerei Alaskas.

#### Strömungsdynamik
Der Alaska Coastal Current hat eine typische Breite von etwa 30 km und eine Tiefe von 100–200 m. Er fließt mit 0,3–0,8 m/s, deutlich schneller als der benachbarte Alaska Current. Er transportiert 0,5–1,5 Sv frisches, nährstoffreiches Wasser nordwärts.
Sein Wasser ist kalt (0–8 °C) und salzarm (<32 psu) aufgrund starker Süßwassereinträge von Gletschern und Flüssen (z. B. Copper River, Yukon River). Zudem ist er stark saisonal variabel; er hat sein Maximum im Sommer durch Gletscherschmelze.

#### Entstehung
Der Alaska Coastal Current entsteht durch das Zusammenspiel verschiedener ozeanographischer und atmosphärischer Prozesse entlang der Südküste Alaskas. Als eine der produktivsten Küstenströmungen der Welt bildet er sich durch drei Hauptfaktoren:
Am Anfang stehen die beständigen Westwinde entlang der Aleutenkette, die durch den Ekman-Transport eine Wasserbewegung erzeugen. Diese Winde mit typischen Geschwindigkeiten von 7–12 m/s übertragen ihre Energie auf die Meeresoberfläche und erzeugen eine Strömung, die durch die Corioliskraft nach rechts abgelenkt wird – ein Phänomen, das auf der Nordhalbkugel charakteristisch ist. Diese Ablenkung führt zur sogenannten Küstenkonvergenz, bei der das Wasser gegen den Festlandsockel gedrückt wird. Studien zeigen, dass dieser Windstress für etwa 60 % der antreibenden Kraft verantwortlich ist.
Der zweite entscheidende Faktor ist der massive Süßwassereintrag aus den zahlreichen Gletschern und Flüssen Alaskas. Mit einem jährlichen Zufluss von etwa 25.000 m³/s – davon 60 % aus Gletscherschmelze, 30 % aus Flüssen wie dem Copper River und 10 % aus direktem Niederschlag – entstehen starke Dichtegegensätze (Dichtegradienten) im Küstenbereich. Dieser Süßwasserüberschuss bildet eine leichte Oberflächenschicht, die sich deutlich vom salzreicheren Meerwasser unterscheidet. Durch die Corioliskraft entsteht daraus ein Meereshöhengradient von 30–50 cm zwischen Küste und offenem Meer, der eine barokline Randströmung entlang der Küste erzeugt.
Die dritte Komponente ist die besondere Topographie der Region. Der relativ schmale kontinentale Schelf (50–100 km breit und weniger als 200 m tief) wirkt wie ein natürlicher Kanal, der die Strömung fokussiert. Besonders an Engstellen wie der Schelichow-Straße wird diese Wirkung deutlich – hier beschleunigt die Strömung auf über 1 m/s und bildet komplexe Wirbelstrukturen. Diese topographischen Gegebenheiten sind entscheidend für die Stabilisierung des ACC.
Das System zeigt eine ausgeprägte jahreszeitliche Variabilität. Im Sommer erreicht der Transport mit 1,5 Sv sein Maximum bei gleichzeitig stark gesunkenem Salzgehalt (<28 psu), während im Winter der Transport auf 0,5 Sv zurückgeht und der Salzgehalt auf 30–31 psu ansteigt. Gleichzeitig steht der ACC in ständiger Wechselwirkung mit größeren Systemen – er erhält warmes Wasser aus dem Alaska Current, beeinflusst die Beringsee und wird durch atmosphärische Zirkulationsmuster wie das Aleutentief moduliert.
Der Alaska Coastal Current hat eine sehr hohe Primärproduktion: Nährstoffreiches Wasser fördert Phytoplanktonblüten; das bildet die Grundlage für Lachse, Heringe und Walpopulationen. Bedeutsam ist er auch für Fischwanderrouten: Der ACC ist ein wichtiger Korridor z. B. für Pazifische Lachse (z. B. Rotlachs, engl. Sockeye). Lachse könnten chemische Tracer nutzen, die von dieser Strömung mitgeführt werden, um zu ihren ursprünglichen Laichgewässern zurückzufinden.

## Ökologische und klimatologische Bedeutung des alaskischen Strömungssystems
Das komplexe Zusammenspiel zwischen Alaska Current, Alaska Coastal Current und Alaskan Stream formt eines der biologisch produktivsten und klimatisch einflussreichsten Meeresgebiete der Erde. Diese Strömungssysteme wirken nicht isoliert, sondern bilden ein integriertes Netzwerk mit weitreichenden Auswirkungen.

### Klimatologische Schlüsselrolle
Als thermoregulatorische Kraft beeinflusst das alaskische Strömungssystem sowohl lokale Wetterbedingungen als auch globale Klimaprozesse. Der Alaska Current fungiert dabei als primärer Wärmelieferant, der ganzjährig vergleichsweise warmes Wasser (4–10 °C) aus dem zentralen Nordpazifik heranführt. Diese Wärme wird durch den Alaska Coastal Current entlang der Küste verteilt und mildert insbesondere die winterlichen Temperaturen in Süd-Alaska um bis zu 8 °C gegenüber vergleichbaren Breitengraden. Gleichzeitig wirkt der Alaskan Stream als thermale Barriere, die den Übergang zwischen subarktischem und polarem Wasser reguliert und damit die Stabilität der ozeanischen Frontzone aufrechterhält.
Auf globaler Ebene übernimmt dieses Strömungssystem eine entscheidende Funktion im Süßwasserhaushalt. Jährlich transportiert es etwa 2500 km³ Süßwasser – zu 30 % aus Gletscherschmelzwasser stammend – in die Beringsee und beeinflusst damit maßgeblich die Stratifikation und Tiefenwasserbildung in der Arktis. Besonders bedeutsam ist die Wechselwirkung mit dem Aleutentief, das durch die Energieübertragung zwischen Ozean und Atmosphäre intensiviert wird. Dieser Prozess modifiziert den pazifischen Sturmzugweg und hat damit Auswirkungen auf Wetterphänomene weit über die Region hinaus.

### Ökologische Funktionen
Die ökologische Bedeutung des Systems manifestiert sich in einer außergewöhnlich hohen biologischen Produktivität. Der Alaska Coastal Current erreicht mit 300–400 g Kohlenstoff pro Quadratmeter und Jahr eine der höchsten Primärproduktionsraten aller gemäßigten Meeresgebiete. Diese Produktivität basiert auf einem komplexen Zusammenspiel physikalischer und biologischer Prozesse: Die Strömung bildet nicht nur einen essentiellen Wanderkorridor für juvenile Pazifische Lachse zwischen ihren Laichflüssen und ozeanischen Nahrungsgründen, sondern fördert auch durch Wirbelbildung saisonale Auftriebsgebiete entlang der Kenai-Halbinsel. Diese Auftriebszonen generieren Krillblüten, die wiederum die Basis für reiche Walpopulationen bilden.
Der vergleichsweise nährstoffärmere Alaska Current (150–200 g C/m²/Jahr) spielt dennoch eine zentrale Rolle als Lebensraum für kommerziell wichtige Arten wie Pollack und Heilbutt. Der Alaskan Stream schließlich, obwohl mit 100–150 g C/m²/Jahr am wenigsten produktiv, ermöglicht als Verbindungskorridor die Verbreitung von Tiefseearten entlang der Aleutenkette und stellt ein wichtiges Nahrungsgebiet für Tintenfische und Seevögel dar.

### Klimawandel-Effekte auf das alaskische Strömungssystem
Die Auswirkungen des Klimawandels auf das alaskische Strömungssystem zeigen sich in gewaltigen Veränderungen der physikalischen und ökologischen Bedingungen. Diese Veränderungen vollziehen sich mit einer Geschwindigkeit, die wissenschaftliche Prognosen übertrifft und tiefgreifende Konsequenzen für das globale Klimasystem nach sich zieht.

#### Physikalische Veränderungen der Strömungsdynamik
Die Erwärmung des Nordpazifiks hat zu einer fundamentalen Modifikation der antreibenden Kräfte geführt. Seit 1980 beobachtet die Forschung eine Beschleunigung des Alaska Coastal Current um 30 %, verursacht durch zwei Hauptfaktoren:
Sie wird einerseits verursacht durch intensivierte Windmuster: Der klimabedingte Rückgang des arktischen Meereises hat den Luftdruckgradienten zwischen Arktis und Nordpazifik verstärkt, was zu einer Zunahme der Westwinde um 15–20 % führte. Diese stärkeren Winde üben einen erhöhten Druck auf die Meeresoberfläche aus und beschleunigen die Ekman-Transportprozesse.
Zum zweiten ist der Süßwassereintrag geradezu explodiert: Die Gletscher Alaskas verlieren jährlich etwa 75 Gigatonnen Eis – dreimal mehr als in den 1990er Jahren. Dieses zusätzliche Süßwasser verändert die Dichtestruktur des Küstenwassers dramatisch. Die daraus resultierende Abnahme des Oberflächensalzgehalts um 0,5 psu pro Jahrzehnt destabilisiert die vertikale Schichtung und verstärkt die küstenparallele Strömung.
Gleichzeitig zeigt der Alaska Current eine Erwärmung um 1,5 °C seit 1950, wobei sich die stärkste Erwärmung (+2,3 °C) in den oberen 100 Metern konzentriert. Diese Temperaturzunahme reduziert die Dichte des Wassers und schwächt damit den antarktischen Zirkumpolarstrom, was wiederum Rückwirkungen auf globale Zirkulationsmuster hat.

#### Ökologische Kaskadeneffekte
Die physikalischen Veränderungen lösen eine Kettenreaktion im marinen Ökosystem aus: Die Erwärmung führt zu einer Verschiebung der Blütezeiten um 2–3 Wochen nach vorn (Phytoplankton-Dynamik). Gleichzeitig verändert sich die Artenzusammensetzung hin zu kleineren Planktonarten, die weniger effizient Kohlenstoff binden.
Veränderungen gibt es auch in Fischpopulationen: Kälteliebende Arten wie Pazifischer Kabeljau ziehen sich polwärts zurück (+15 km pro Jahrzehnt), während subarktische Arten wie Lachs unter Nahrungsknappheit leiden, da ihre Lebenszyklen nicht mehr mit den Planktonblüten synchronisiert sind. Bei den Meeressäugern zeigen Seehunde und Wale verändertes Migrationsverhalten, da ihre traditionellen Nahrungsgründe verschwinden. Besonders betroffen ist der stark gefährdete Nordkaper, dessen Hauptnahrungsquelle (Copepoden) durch die Erwärmung dezimiert wird.

#### Klimatische Rückkopplungseffekte
Das alaskische Strömungssystem entwickelt sich zunehmend zu einer positiven Rückkopplungsschleife für die globale Erwärmung:
- Reduzierte CO₂-Aufnahme: Die Erwärmung verringert die Löslichkeit von CO₂ im Wasser, während die veränderten Strömungsmuster die vertikale Durchmischung einschränken. Kombiniert führt dies zu einer um 30 % geringeren Kohlenstoffaufnahme im Vergleich zu vorindustriellen Werten.[30][31]

- Arktische Amplifikation: Der verstärkte Wärmetransport in die Beringsee beschleunigt das Abschmelzen des arktischen Meereises. Modellrechnungen zeigen, dass etwa 15–20 % der beobachteten arktischen Erwärmung auf Veränderungen im alaskischen Strömungssystem zurückzuführen sind.[32]

- Sturmaktivitäten: Die erhöhte Wassertemperatur verstärkt den Wärme- und Feuchtigkeitstransfer in die Atmosphäre, was zu intensiveren und häufigeren Stürmen entlang der Aleutenkette führt. Diese Stürme wiederum beschleunigen die Erosion der Permafrostküsten.[18]

#### Projektionen und Kipppunkte
Klimamodelle deuten auf mehrere kritische Schwellenwerte hin: Bei einer globalen Erwärmung von 2 °C (voraussichtlich 2040–2050) prognostizieren Forscher eine fünfzigprozentige Zunahme des Süßwassertransports im Alaska Coastal Current. Dies könnte zu einem abrupten Zusammenbruch der konvektiven Durchmischung im Beringmeer führen.
Der Alaska Current könnte bis 2100 seine charakteristische subarktische Eigenschaft verlieren und sich in einen gemäßigten Strom verwandeln, was zum Aussterben kälteliebender Arten führen würde. Besonders alarmierend ist die Möglichkeit eines Regimewechsels im gesamten Nordpazifik, sollte der Süßwassereintrag bestimmte Schwellenwerte überschreiten. Dies hätte Auswirkungen auf die Produktivität des gesamten Pazifischen Ozeans.

#### Wissenschaftliche und politische Herausforderungen
Die rapide Entwicklung überfordert derzeit sowohl Monitoring-Systeme als auch Managementansätze:
- Beobachtungslücken: Nur 15 % des alaskischen Strömungssystems werden regelmäßig mit modernen Methoden überwacht. Kritische Gebiete wie die Aleutenpässe werden zu wenig beobachtet.[36]

- Modellunsicherheiten: Kein aktuelles Klimamodell kann die kleinskaligen Wechselwirkungen zwischen Strömungen, Wirbeln und Auftriebsgebieten derzeit ausreichend abbilden. Insbesondere submesoskalige Eddy-Aktivität (λ < 20 km) wird systematisch unterschätzt.[37]

Diese Befunde unterstreichen die Dringlichkeit koordinierter Monitoring-Initiativen (z. B. durch das Global Ocean Observing System) und die Notwendigkeit hochaufgelöster Regionalmodelle (Δx < 1 km), um Kipppunktdynamiken präziser zu prognostizieren.
- Governance-Probleme: Die transnationale Natur des Systems erfordert eine koordinierte Politik zwischen den USA, Russland, Kanada und internationalen Organisationen, die bisher, wenn überhaupt, nur ansatzweise existiert.

Diese Entwicklungen verdeutlichen, dass das alaskische Strömungssystem nicht nur ein Opfer des Klimawandels ist, sondern zunehmend selbst zu einem aktiven Treiber globaler Veränderungen wird. Die dringend benötigte Forschung und politische Aufmerksamkeit muss mit der Geschwindigkeit dieser Transformation Schritt halten.